# Sân bay Kobe
Sân bay Kobe (神戸空港 Kōbe Kūkō) (IATA: UKB, ICAO: RJBE) là một sân bay trên một đảo nhân tạo ngoài khơi Kobe, Nhật Bản. Sân bay này được mở cửa ngày 16/2/2006, đầu tiên phục vụ các chuyến bay quốc nội nhưng cũng có thể phục vụ các chuyến bay thuê bao quốc tế. Đây là sân bay cấp ba.

## Các tranh cãi
Kobe là thành phố mắc nợ nhiều nhất Nhật Bản với số nợ lên đến hơn 3000 tỷ yen và chi phí xây sân bay này là hơn 1000 tỷ yen (8,7 tỷ USD) vốn gây nhiều tranh cãi. Đáng lẽ sân bay quốc tế Kansai đã được xây ở đây nhưng chính quyền thành phố Kobe phản đối với lý do đưa ra là nó quá gần thành phố. Ngay sau đó, chính quyền thành phố Kobe quyết định cấp vốn cho một dự án sân bay khác dù chính quyền trung ương phản đối. Sân bay này bị các sân bay sân bay quốc tế Osaka (cách sân bay Kobe 16 mile) và sân bay quốc tế Kansai (cách sân bay Kobe 14 mile) cạnh tranh khốc liệt. Một nhóm công dân Nhật đã xn chữ ký của hơn 300.000 người phản đối dự án này nhưng thất bại.

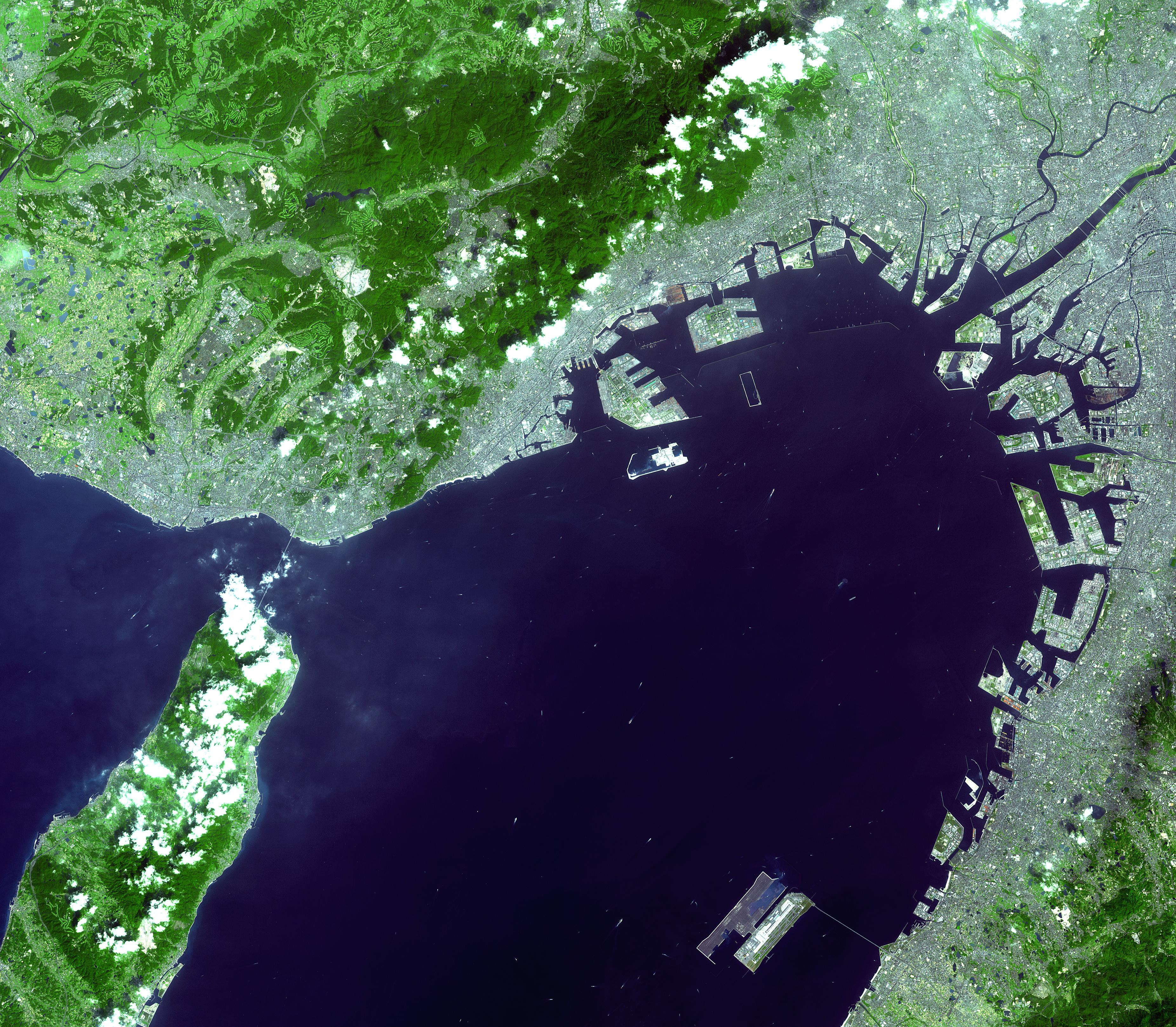
Satellite photo of Osaka Bay. Kobe Airport will be located on the unfinished island in the middle of the photo. Kansai Airport is on the miền nam edge of the photo.

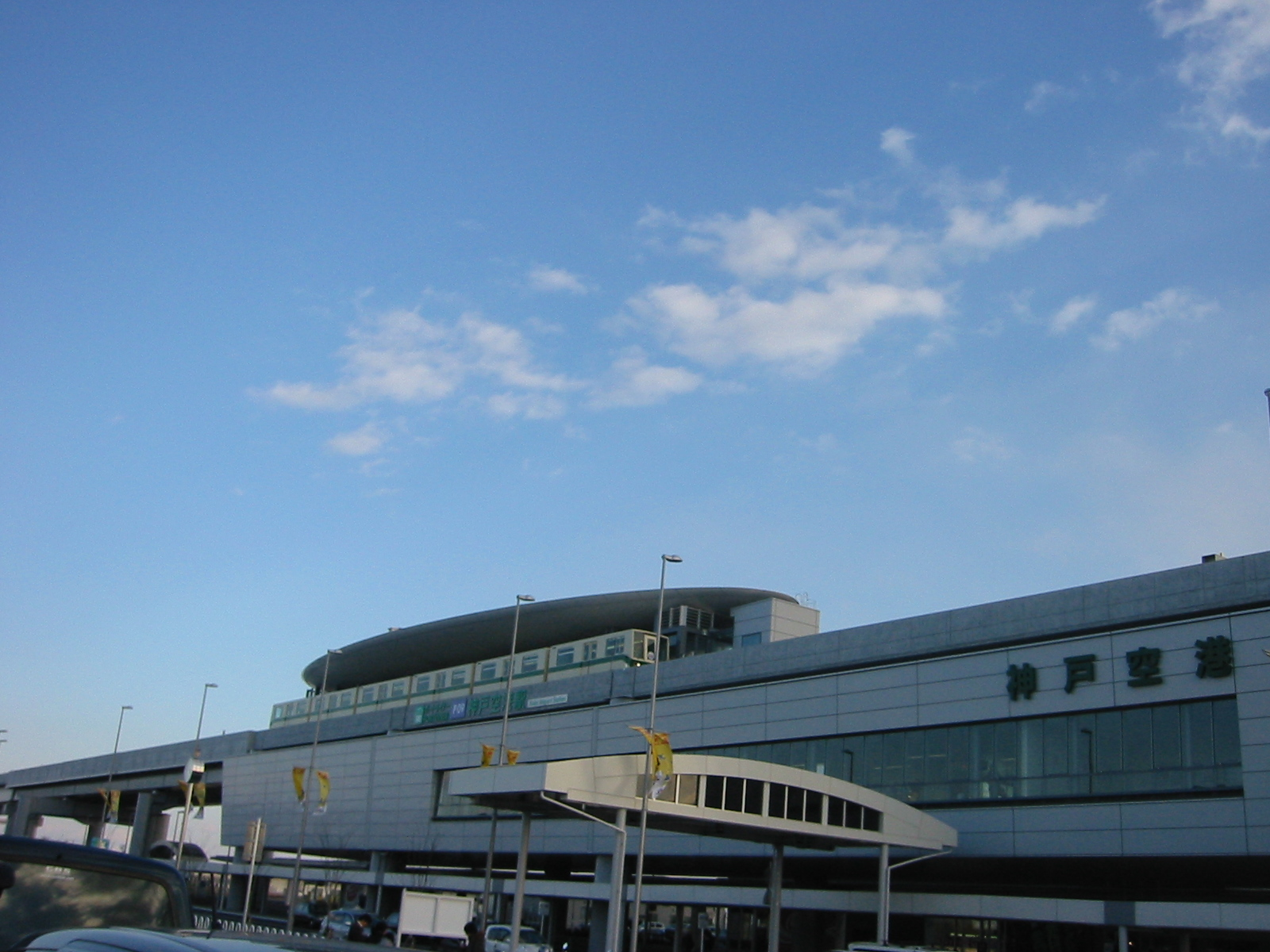
Kobe Airport terminal

Dù cho tranh cãi, nhiều người cho rằng sân bay Kobe mang lại lợi ích cho vùng Kansai. Thành phố Itami đang đề xuất một kế hoạch cấm máy bay Boeing 747 cất hạ cánh ở Osaka International do tiến ồn và ô nhiễm mà nó gay ra cho khu vực xung quanh. Nếu lệnh cấm được ban hành, các máy bay phản lực nhỏ hơn sẽ được sử dụng và sân bay Kobe sẽ có cơ hội tốt.
Những người ủng hộ khác bao gồm những người đi lại bằng máy bay thường xuyên ở khu vực gần sân bay này và xây thêm sân bay có nghĩa là cạnh tranh nhiều hơn và giá vé rẻ hơn.

## Các hãng hàng không và các điểm đến
- All Nippon Airways (Kagoshima, Niigata, Okinawa, Sapporo Chitose, Sendai, Tokyo Haneda)  Lưu trữ ngày 15 tháng 7 năm 2006 tại Wayback Machine
- Japan Airlines (Kagoshima, Kumamoto, Okinawa, Sapporo Chitose, Sendai, Tokyo Haneda)
- Skymark Airlines (Tokyo Haneda)  Lưu trữ ngày 21 tháng 8 năm 2006 tại Wayback Machine

## Vận chuyển mặt đất
Ngày 2/2/2006, Nhà ga xe lửa Kobe (神戸空港駅) được nối với Nhà ga Sannomiya ở Trung tâm Kobe bằng một đường nối dài của Port Liner hiện hữu. Thời gian đi đến Sannomiya là 16 phút và mất 19 phút đến Nhà ga Osaka và 47 phút đến Nhà ga Kyoto bằng xe lửa cao tốc.